# Рябово (Лухский район)
Ря́бово — село, центр Рябовского сельского поселения Лухского района Ивановской области. День села празднуется 10 июня .

## География
Село расположено в 10 км к югу от райцентра, посёлка Лух. Через село проходит трасса 24Н-139 Лух – Окульцево. Ранее эта старинная торговая дорога связывала город Лух через Мыт с Нижним Новгородом. В селе пять улиц.

## История
Точной даты образования Рябова в источниках не сохранилось, но известно, что селу более 300 лет. Согласно легенде, по реке Лух и впадающему в него притоку на ладье под парусами прибыл Ефим Рябов. Его очаровала живописная природа этих мест, что и послужило основанием села.
До 18 июня 1954 года — центр Рябовского сельсовета, который был ликвидирован в результате укрупнения.

## Население
| 1872 | 1907 | 2002 | 2010 |
| ---- | ---- | ---- | ---- |
| 180  | ↗216 | ↗396 | ↗414 |

## Инфраструктура
Проведена телефонная линия. Имеются почтовое отделение, школа, сельский дом культуры, магазин, фельдшерско-акушерский пункт.

### Транспорт
Рябово связано автобусным сообщением с районным центром Лух и областным центром Иваново.

## Русская православная церковь

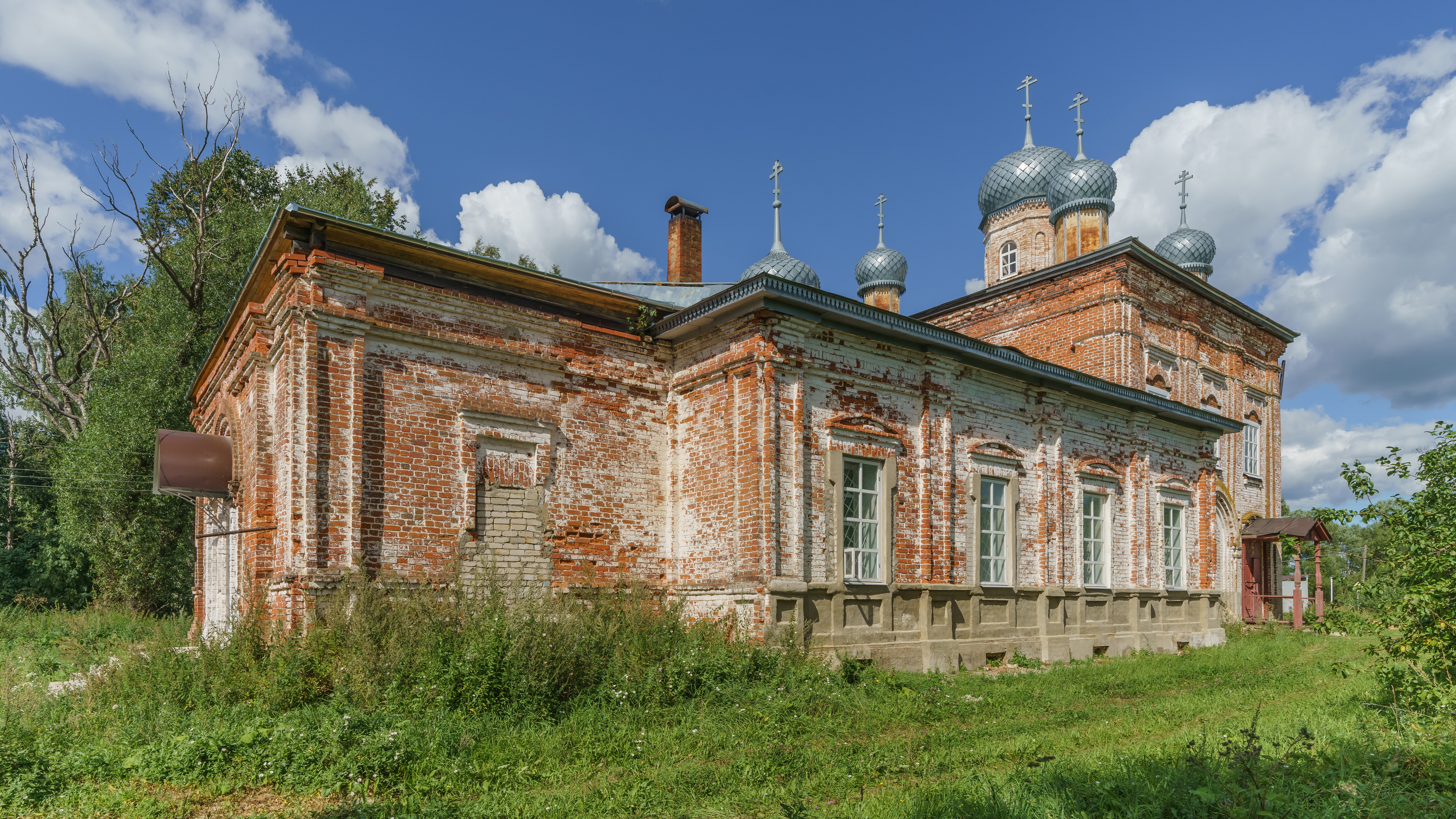
Богоявленская церковь в Рябове

- Богоявленская церковь